# Ushiku Daibutsu
 (septembre 2018).
Si vous disposez d'ouvrages ou d'articles de référence ou si vous connaissez des sites web de qualité traitant du thème abordé ici, merci de compléter l'article en donnant les références utiles à sa vérifiabilité et en les liant à la section « Notes et références ».
Ushiku Daibutsu (牛久大仏) est une statue représentant le Bouddha Amitābha, située à Ushiku, municipalité de la préfecture d'Ibaraki, au Japon.
Ushiku Daibutsu est la cinquième plus grande statue du monde. Haute de 100 mètres, elle repose sur un socle de dix mètres de haut, ainsi que sur une plateforme de lotus, de 10 mètres également. Elle est inaugurée en 1993 dans la ville d'Ushiku, à une cinquantaine de kilomètres au nord-est de Tokyo.
La statue se situe au milieu du parc Ushiku Arcadia. C'est à cet endroit que le moine et bodhisattva Dharmākara, par la contemplation et une longue période d'introspection, atteint l'illumination et devient Bouddha Amitābha[réf. nécessaire].
Les mains d'Amitābha sont dans la position dite « mudrā vitarka » : la main droite est levée, la main gauche baissée, les deux sont paume ouverte vers l'observateur, le pouce et l'index se rejoignent à leurs extrémités, les autres doigts sont redressés. Ce geste désigne la transmission de la doctrine (dharma) et symbolise ici la conduite par Amitābha des disciples, par la discussion et la persuasion, vers l'illumination.